# Thylane Blondeau
Thylane Blondeau (ur. 5 kwietnia 2001 w Aix-en-Provence) – francuska modelka i aktorka filmowa.
W 2007 została nazwana „najpiękniejszą dziewczyną świata”. Była modelką wielu projektantów, pracowała m.in. dla Dolce & Gabbana, L’Oréal i Versace. W 2018 założyła własną markę odzieżową Heaven May i została uhonorowana tytułem „100 najpiękniejszych twarzy” magazynu „TC Candler”.

## Biografia
Jest córką prezenterki telewizyjnej Véroniki Loubry i piłkarza Patricka Blondeau.
Karierę modelki rozpoczęła w wieku czterech lat. W 2005 pozowała dla Jeana-Paula Gaultiera podczas Paris Fashion Week. W 2010 została sfotografowana do dodatku magazynu „Vogue Paris”. W marcu 2014 pojawiła się na okładce magazynu „Jalouse”. We wrześniu 2015 pozowała dla magazynu „Teen Vogue”. W tym samym roku wydała kolekcję kapsułek z Eleven Paris. W 2018 paradowała na wybiegu L’Oréal podczas Tygodnia Mody. Następnie wydała własną markę odzieży o nazwie Heaven May.
Została twarzą marki Swildens Teen dla kolekcji wiosna/lato 2014, twarzą kampanii Paul & Joe Sister, marki Sophie Mechaly, na sezon wiosna/lato 2016, w 2017 twarzą kampanii reklamowej Dolce & Gabbana, obok innych „synów i córek”, takich jak Gabriel Kane-Lewis, syn Isabelle Adjani i Daniel Day-Lewis, zaś latem 2019 twarzą perfum Cacharel „Amor Amor”.
W grudniu 2015 po raz pierwszy wystąpiła w filmie, w produkcji Bella i Sebastian 2 zagrała jedną z głównych ról, dzięki czemu pojawiła się na schodach „Palais des Festivals” podczas Festiwalu Filmowego w Cannes w 2016 jako twarz L’Oréal. Następnie pozowała na okładce marcowego wydania magazynu „L'Officiel”.
Jest jedną z „małych” modelek, mierzy 168 cm.

## Filmografia
| Rok  | Tytuł                                          | Rola      |
| ---- | ---------------------------------------------- | --------- |
| 2015 | Bella i Sebastian 2                            | Gabrielle |
| 2017 | Thylane „court metrage” (film krótkometrażowy) | ona sama  |